# Gary Cole (football)
Pour les articles homonymes, voir Cole.
Gary Cole, né le 5 février 1956 à Londres en Angleterre, est un footballeur international australien. Il jouait au poste d'attaquant, avant de se reconvertir comme entraîneur.

## Biographie

### Carrière internationale
Gary Cole honore sa première sélection en A en juin 1978 lors d'un match amical contre la Grèce. 
Le 14 août 1981, l'Australie bat les Fidji 10 à 0 dans un match de qualification pour la Coupe du monde 1982, et Cole marque 7 buts. Ceci reste un record jusqu'en 2001, lorsque l'Australie bat les Samoa américaines 31 à 0 dans un match de qualification pour la Coupe du monde 2002, match au cours duquel Archie Thompson marque 13 buts.
Il compte 19 sélections pour 17 buts en équipe d'Australie entre 1978 et 1982.

## Palmarès

### Distinctions personnelles
- Meilleur buteur du Championnat d'Australie en 1980 (21 buts) et 1981 (16 buts)